# Боянка Костова
Боянка Минкова Костова е българска и азербайджанска щангистка. Участва в Летните олимпийски игри през 2012 г. в Лондон, спечелвайки пето място в дисциплина вдигане на тежести за жени до 58 kg.

## Биография
Родена е на 10 май 1993 г. в Пловдив. От 2012 г. е натурализирана азербайджанска гражданка и се състезава за Азербайджан.
През юни 2016 г., на фона на руски допинг скандал, Международната федерация по тежка атлетика тества повторно пробите, взети за Олимпиадата през 2012 г. Тогава става ясно, че Костова е приемала забранени вещества – дехидрохлорометилтестостерон и станозолол. Впоследствие тя губи всичките си резултати и медали, спечелени в периода 2012 – 2016 г.
През май 2021 г. печели злато на Европейското първенство по тежка атлетика в Москва, но по-късно отново е установено наличието на станозолол в кръвта ѝ. През октомври същата година ѝ е забранено да участва в състезания през следващите осем години, тъй като това е второто ѝ провинение за допинг.
В началото на 2022 г. е арестувана за трафик на наркотици в България. Осъдена е на 3 години затвор, но присъдата ѝ е намалена до ноември 2022 г., след което се очаква да стане треньор под ръководството на Лъчезар Кишкилов.